# Bibliothèque scientifique internationale
La Bibliothèque scientifique internationale est une collection de vulgarisation scientifique publiée par l'éditeur Gustave-Germer Baillière (1873-1884), sous la direction d’Émile Alglave,  puis par les éditions Félix Alcan (1885-1919). Alcan a su la redynamiser en faisant appel à des auteurs universitaires qu’il connaît bien. Elle se définit comme « une œuvre dirigée par les auteurs mêmes, en vue des intérêts de la science, pour la populariser sous toutes ses formes, et faire connaître immédiatement dans le monde entier les idées originales ... qui se font chaque jour dans tous les pays ». 
Elle est composée de plus de 120 ouvrages écrits par des auteurs de notoriété reconnue, dont un grand nombre d'académiciens, tels Edmond Perrier, président de l'Académie des sciences, et Marcellin Berthelot, secrétaire perpétuel de cette même académie, ainsi que Charles Richet, prix Nobel de physiologie ou médecine. La collection est articulée en 10 grands thèmes. Outre des ouvrages traitant de sciences physiques ou naturelles, elle traite également de sujets qui s'y apparentent par leur emprunt aux méthodes d'observation et d'expérience. Les trois principaux thèmes (Sciences sociales, Philosophie scientifique, Physiologie) représentant la moitiés des publications.
En 1939 les éditions Félix Alcan fusionnent avec les Presses Universitaires de France. Ces dernières lanceront une collection du même nom après la seconde guerre mondiale. 